# Farfantepenaeus notialis
Farfantepenaeus notialis är en kräftdjursart som först beskrevs av Pérez Farfante 1967.  Farfantepenaeus notialis ingår i släktet Farfantepenaeus och familjen Penaeidae. Inga underarter finns listade i Catalogue of Life.